# 西井利宏
西井 利宏（にしい としひろ、1990年12月3日 - ）は、ジャパンラグビーリーグワン日本製鉄釜石シーウェイブスに所属するラグビー選手。

## プロフィール
- 愛媛県出身[1]。
- ポジションはロック(LO)、フランカー(FL)。
- 身長 185 cm、体重 109 kg
- ニックネームはトシ。

## 略歴
宇摩ラグビースクールでラグビーを始めた。
2009年、三島高校卒業後、大阪体育大学に入る。なお三島高校時代、高校日本代表候補に選ばれたことがある。
2013年、大阪体育大学卒業後、宗像サニックスブルースに加入。同年9月7日に行われたトップキュウシュウA第1節のJR九州サンダース戦に先発出場で公式戦初出場を果たす。
2022年、日本製鉄釜石シーウェイブスに加入。